# Roxanne Hehakaija
Roxanne "Rocky" Hehakaija (nascuda el 28 de febrer de 1984 a Uithoorn) és una exjugadora de futbol holandesa. Hehakaija és directora de la fundació Favela Street.

## Trajectòria
Hehakaija va començar a jugar a futbol de ben jove anant a futbol sala amb el seu pare. Com que no hi havia equip femení de futbol, va jugar a l'equip masculí. Va créixer fins als júniors holandesos i, per tant, va entrar en contacte amb "Les noies amb pilotes a Rio". Aquesta experiència la va inspirar a ajudar els joves de fora dels Països Baixos amb el poder del futbol de carrer. Hehakaija va estudiar Publicitat, Màrqueting i Comunicació a la Universitat de Ciències Aplicades d'Amsterdam.
A causa d'una lesió al genoll, Hehakaija no va poder continuar amb els júniors holandesos. Va fundar la fundació Favela Street juntament amb el futbolista Philip Veldhuis. Imparteix cursos als barris marginals de Sud-àfrica, Haití, Brasil, Curaçao, Ghana i Kenya, entre d'altres. Amb la seva fundació Favela Street, va desenvolupar un programa que ofereix als joves una millor oportunitat en les seves vides i treure el millor d'ells mateixos Hehakaija és la primera i única dona membre de Street Legends. També és la primera dona que apareix a la modalitat de futbol de carrer del joc de simulació de futbol FIFA.
El 2021, Hehakaija va participar en la 21a temporada de Wie is de Mol?. Va aconseguir passar a la final i va exposar a Renée Fokker com el talp, de manera que Hehakaije es va enlairar amb el primer premi de 9.675 euros. Al voltant del Campionat d'Europa de futbol del 2021, Hehakaija s'uniria al podcast de futbol de Tonny Media De Derde Helft.

## Reconeixements
- El 2017, Hehakaija va ser inclosa a la llista "BBC 100 Women".[5]
- El 2019 va rebre el premi Joke Smit Incentive Award 2019.[6]